# اللغات الماليزية
اللغات الماليزيّة هي فرعٌ من المجموعةِ الفرعيّةِ الماليزيّةِ البولينيزيّة لعائلةِ اللغاتِ الأسترونيزيّة. إنَّ العضوَ الأبرزَ فيها هي لغة الملايو، وهي اللغةُ الوطنيةُ في بروناي وسنغافورة وماليزيا، وهي أساسُ اللغةِ الإندونيسيّةِ، اللغة الوطنيّة لإندونيسيا. يشمل الفرع الماليزي أيضًا اللغات المحليّة التي يتحدّثُ بها العِرقُ الماليزيّ (مثل جامبى الملاي، قدح مالاي) إضافة إلى العديدِ من اللغات التي تتحدثُ بها مجموعاتٌ عِرقيةٌ أخرى مختلفة في سومطرة وإندونيسيا (مثل مينانجكاباو) وبورنيو (مثل اللغة البنجرية ولغة إيبان). والاحتمال الأكبر أن يكون الموطن الأصلي للغات الماليزيّة هو بورنيو الغربيّة.

## التاريخ
صاغَ مصطلح "الملايو" أول مرة ايسيدور دين (1965) في تصنيفه المعجمي الإحصائي للغات الأسترونيزيّة. كان لـ "هسيون الملايو" لدى داين نطاق أوسع من المجموعة الفرعية الماليزيّة في شكلها المقبول حاليًّا، وشمل أيضًا اللغة الأتشيهية، ولغة لامبونج، واللغة المادورية. قام نوتوفر (1988) بتضييق نطاق اللغة الماليزيّة، لكنه شمل اللغات غير الماليزية مثل:
- ريجانغ
- إمبالو
- سالاكو
- إبان مالاي: إيبان وملايو

واقترح ك.أ. أديلار النطاقَ الحالي للمجموعة الفرعيّة الماليزيّة لأول مرةٍ بناءً على الأدلة الصوتية والصرفية والمعجمية، الذي أصبح الآن مقبولًا عالميًا من قبل الخبراء في هذا المجال.

## اللغات
يُتحدَّث باللغات الماليزية في كل من: بورنيو وسومطرة وشبه جزيرة الملايو وجاوة وفي عدة جزر تقع في بحر الصين الجنوبي ومضيق ملقا.

#### بورنيو
- اللغات: بامايو، اللغة البنجرية، بيراو، ملايو بروناي، كيندايان، كينينجال، كوتا بانجون كوتاي، تنجارونج كوتاي، ساراواك، إيبانيك (إيبان، ريمون، موالانج، سيبيروانج).

#### سومطرة
- الملايو الوسطى، العقيد، الحاج، جامبي الملايو، كور، كيرينسي، كوبو، لوبو، مينانجكاباو، موسي، بيكال.

#### شبه جزيرة الملايو
- جاكون، قدح، كيلانتان-باتاني، نيجيري سمبيلان، أورانج كاناك، أورانج سيليتار، بيراك، باهانج، ريمان، تيموان، تيرينجانو، أوراك لاوي.

#### جافا
- بيتاوي

#### بحر الصين الجنوبي/ مضيق ملقا
- بانجكا، دوانو، لونكونج، أورانج سيليتار

#### مالوكو
- باكان الملايو

## المجموعة الفرعيّة
التصنيف الداخلي
في حين هناك إجماع عام على اللغات التي يمكن تصنيفها على أنها لغة ماليزية، إلا أن المجموعة الفرعية الداخلية للغات الماليزية لا تزال موضعَ خلاف.
أديلار (1993)
يصنّف أديلار (1993) اللغات الماليزيّة على النحو الآتي:
الماليزيّة
- لغة إيبان: لغة الملايو الرسميّة، مينانجكاباو، لغة الملايو الوسطى، اللغة البنجرية، اللغة الجاكارتية وغيرها.

روس (2004)
بناءً على الأدلة النحوية، يقسم روس (2004) اللغات الملاوية إلى فرعين أساسيين:

#### الماليزية
- داياك الماليزية الغربية (كيندايان، سالاكو)، الماليزية النووية ينعكس هذا التصنيف في غلوتولوغ (الإصدار 3.4).

#### أندربيك (2012)
يميز أندربيك (2012) بين الملايو والماليزي في مناقشته للهجات القبائل البحرية في أرخبيل رياو. ويصنف مبدئيًا جميع اللغات الملاوية على أنها تنتمي إلى مجموعة فرعية من "الملايو"، باستثناء الإيبانيك والكندايان/ السيلاكو والكينينجال والملايو داياك، و"الأصناف المتباينة إلى حدٍّ ما" من لغات أوراك لاوي ودوانو.
واعتُمد تصنيف أندربيك في الطبعة السابعة عشرة من كتاب الإثنولوجيا، مع الاستثناء الوحيد للغة دوانو، التي أُدرجَت في كتاب الإثنولوج بين اللغات "الملايو".

## مكانها ضمن الإسترونيزيّة
إنّ إدراج اللغات الملاوية ضمن المجموعة الفرعية الماليزية البولينيزية أمر لا جدالَ فيه، وهناك إجماع عام على أن اللغات تشاميك ( Chamic) ترتبط ارتباطًا وثيقًا باللغة الماليزية. لكنَّ الانتماءات الأوسع للغات الماليزية مثيرة للجدل. وهناك اقتراحان رئيسان: يضع أديلار (2005) اللغة الماليزية ضمن المجموعة الفرعية Malayo-Sumbawan التي تضم اللغات الآتية:
- مالايو- تشاميك - BSS
- اللغات الماليزية
- لغات تشاميك
- لغات بالي - ساساك - سومباوا
- السوندية
- المادوريّة

بالإضافة، قام Blust بلاست (2010) وSmith سميث (2017) بتعيين اللغة الماليزية لمجموعة فرعية في شمال بورنيو الكبرى:
بورنيو الشمالية الكبرى
لغات بورنيو الشمالية
لغات سراوق الوسطى
لغات كايان-موريك
لغات لاند داياك
مالايو-تشاميك
لغات التشاميك
اللغات الماليزية
لغة ريجانج
اللغة السوندية
تعتمد فرضية Malayo-Sumbawan بشكل أساسي على الأدلة الصوتية مع عدد قليل من الابتكارات المعجمية المشتركة، في حين تعتمد فرضية بورنيو الشمالية الكبرى على مجموعة كبيرة من الأدلة المعجميّة.